# ミルコ・アントヌッチ
ミルコ・アントヌッチ（Mirko Antonucci，1999年3月11日 - ）は、イタリア・ローマ出身のサッカー選手。スペツィア・カルチョ所属。ポジションはミッドフィールダー。

## 経歴
13歳の時にASローマに加入した。2017年9月28日にクラブとプロ契約を結んだ。
2018年1月24日、セリエA・UCサンプドリア戦でプロデビューし、エディン・ゼコのゴールをアシストした。2018年5月2日、UEFAチャンピオンズリーグ・準決勝のリヴァプール戦に出場し、欧州カップデビューを果たした。
2018年7月20日、デルフィーノ・ペスカーラ1936にレンタル移籍した。
2020年1月30日、ヴィトーリアFCにシーズン終了までのレンタルで移籍したが、ヴィトーリアFCは6月22日に、素行を理由にレンタルを打ち切った。
2020年10月5日、USサレルニターナ1919に買取オプション付きのレンタルで移籍した。
2021年7月30日、ASチッタデッラに移籍した。
2023年8月1日、スペツィア・カルチョに4年契約で移籍した。